# Robin Montgomery
Robin Montgomery (Washington D.C., 5 september 2004) is een tennisspeelster uit de Verenigde Staten van Amerika. Montgomery begon op vijfjarige leeftijd met het spelen van tennis. Haar favoriete ondergrond is hardcourt. Zij speelt linkshandig en heeft een tweehandige backhand. Zij is actief in het internationale tennis sinds 2019.

## Loopbaan
In 2019 speelde Montgomery voor het eerst op de WTA-tour, in de kwalificatie van het Citi Open. In december won zij op vijftienjarige leeftijd de enkelspeltitel van de Orange Bowl in de categorie meisjes tot en met 18 jaar.
In maart 2020 won Montgomery voor het eerst een ITF-toernooi, het $25.000-toernooi van Las Vegas. Later dat jaar kreeg zij een wildcard voor het US Open vrouwenenkelspel, waarmee zij haar eerste grandslampartij speelde. In oktober won zij haar eerste dubbelspeltitel, op het $25k-toernooi van Reims, samen met Française Séléna Janicijevic.
In 2021 won Montgomery het meisjestoernooi van het US Open – in de finale versloeg zij Wit-Russin Kristina Dmitruk. Samen met landgenote Ashlyn Krueger won Montgomery daar tevens de meisjesdubbelspeltitel. Bij de volwassen vrouwen op het US Open won zij, met landgenote Ashlyn Krueger aan haar zijde, haar eerste grandslamwedstrijd.
In juni 2023 bereikte Montgomery de halve finale van het WTA-toernooi van Gaiba. Door dit resultaat trad zij toe tot de top 150 van de wereldranglijst in het enkelspel. In september bereikte zij op het US Open, samen met landgenote Clervie Ngounoue, de derde ronde – daarmee klom zij ook in het dubbelspel naar de mondiale top 150.
In april 2025 haakte zij nipt aan bij de mondiale top 100 in het enkelspel.

## Posities op deWTA-ranglijst
Positie per einde seizoen:
| jaar | rang enkelspel | rang dubbelspel |
| ---- | -------------- | --------------- |
| 2020 | 491            | 693             |
| 2021 | 371            | 231             |
| 2022 | 247            | 260             |
| 2023 | 187            | 150             |
| 2024 | 107            | 390             |

## Resultaten grandslamtoernooien
| Legenda | Legenda                          |
| ------- | -------------------------------- |
| g.t.    | geen toernooi gehouden           |
| l.c.    | lagere categorie                 |
| –       | niet deelgenomen                 |
| G       | uitgeschakeld in de groepsfase   |
| 1R      | uitgeschakeld in de eerste ronde |
| 2R      | uitgeschakeld in de tweede ronde |
| 3R      | uitgeschakeld in de derde ronde  |
| 4R      | uitgeschakeld in de vierde ronde |
| KF      | uitgeschakeld in de kwartfinale  |
| HF      | uitgeschakeld in de halve finale |
| F       | de finale verloren               |
| W       | het toernooi gewonnen            |
| w-v     | winst/verlies-balans             |

### Enkelspel
| toernooi        | 2020 |    | 2023 | 2024 | 2025 |
| --------------- | ---- | -- | ---- | ---- | ---- |
| Australian Open | –    | –  | –    | –    |      |
| Roland Garros   | –    | –  | –    | 2R   |      |
| Wimbledon       | g.t. | –  | 2R   |      |      |
| US Open         | 1R   | 1R | –    |      |      |

### Vrouwendubbelspel
| toernooi        | 2021 | 2022 | 2023 | 2024 |
| --------------- | ---- | ---- | ---- | ---- |
| Australian Open | –    | –    | –    | –    |
| Roland Garros   | –    | –    | –    | –    |
| Wimbledon       | –    | –    | –    | –    |
| US Open         | 2R   | 1R   | 3R   | 2R   |

### Gemengd dubbelspel
| toernooi        | 2022 | 2023 |
| --------------- | ---- | ---- |
| Australian Open | –    | –    |
| Roland Garros   | –    | –    |
| Wimbledon       | –    | –    |
| US Open         | 1R   | 2R   |